# Lista över avsnitt av Jims värld
Nedan visas en lista över alla avsnitt av amerikanska situationskomedin Jims värld, som ursprungligen sändes åren 2001-2009.

## Säsong 1: 2001-2002
| Nr | Titel                            | Inspelningsdatum |
| -- | -------------------------------- | ---------------- |
| 1  | Pilot                            | 3 oktober 2001   |
| 2  | No Nookie                        | 10 oktober 2001  |
| 3  | The Cat Came Back                | 17 oktober 2001  |
| 4  | Anniversary                      | 24 oktober 2001  |
| 5  | Unruly Spirits                   | 31 oktober 2001  |
| 6  | The Crush                        | 7 november 2001  |
| 7  | Cheryl's Old Flame               | 14 november 2001 |
| 8  | The Turkey Bowl                  | 21 november 2001 |
| 9  | Andy's Girlfriend                | 28 november 2001 |
| 10 | An According to Jiminy Christmas | 12 december 2001 |
| 11 | Bad Word                         | 16 januari 2002  |
| 12 | Model Behavior                   | 23 januari 2002  |
| 13 | The Money                        | 30 januari 2002  |
| 14 | Blow-Up                          | 13 februari 2002 |
| 15 | Racquetball                      | 27 februari 2002 |
| 16 | Under Pressure                   | 6 mars 2002      |
| 17 | Date Night                       | 13 mars 2002     |
| 18 | Birthday Boys                    | 20 mars 2002     |
| 19 | The Receipt                      | 24 april 2002    |
| 20 | Old Friends                      | 1 maj 2002       |
| 21 | Cheryl's Day Off                 | 8 maj 2002       |
| 22 | No Surprises                     | 15 maj 2002      |

## Säsong 2: 2002-2003
| Nr | Titel                           | Inspelningsdatum |
| -- | ------------------------------- | ---------------- |
| 23 | The Importance of Being Jim     | 1 oktober 2002   |
| 24 | Cars & Chicks                   | 8 oktober 2002   |
| 25 | The Baby Monitor                | 15 oktober 2002  |
| 26 | The Pizza Boy                   | 22 oktober 2002  |
| 27 | The Closet                      | 29 oktober 2002  |
| 28 | Punch and Ruby                  | 5 november 2002  |
| 29 | The Bachelor                    | 12 november 2002 |
| 30 | Father Disfigure                | 19 november 2002 |
| 31 | Thanksgiving Confidential       | 26 november 2002 |
| 32 | The Christmas Party             | 10 december 2002 |
| 33 | The Brother-in-Law              | 17 december 2002 |
| 34 | Moral Dilemma                   | 7 januari 2003   |
| 35 | You Gotta Love Somebody: Part 1 | 21 januari 2003  |
| 36 | You Gotta Love Somebody: Part 2 | 21 januari 2003  |
| 37 | The Smell of Success            | 28 januari 2003  |
| 38 | Slumber Party                   | 4 februari 2003  |
| 39 | The Ring                        | 11 februari 2003 |
| 40 | Wonder Woman                    | 18 februari 2003 |
| 41 | The Pass                        | 25 februari 2003 |
| 42 | Dana Gets Fired                 | 11 mars 2003     |
| 43 | Bo Diddley                      | 1 april 2003     |
| 44 | Deal with the Devlins           | 1 april 2003     |
| 45 | The Helmet                      | 8 april 2003     |
| 46 | No Harm, No Fowl                | 29 april 2003    |
| 47 | About a Girl                    | 6 maj 2003       |
| 48 | Mom's Boyfriend                 | 13 maj 2003      |
| 49 | Vegas, Baby: Part 1             | 20 maj 2003      |
| 50 | Vegas, Baby: Part 2             | 20 maj 2003      |

## Säsong 3: 2003-2004
| Nr | Titel                              | Inspelningsdatum  |
| -- | ---------------------------------- | ----------------- |
| 51 | The Errand                         | 23 september 2003 |
| 52 | The Packer Ball                    | 30 september 2003 |
| 53 | We Have a Bingo                    | 7 oktober 2003    |
| 54 | Getting to Know You                | 14 oktober 2003   |
| 55 | The Lemonade Stand                 | 21 oktober 2003   |
| 56 | ABCs and 123s                      | 21 oktober 2003   |
| 57 | Dana Dates Jim                     | 28 oktober 2003   |
| 58 | Scary Movie                        | 4 november 2003   |
| 59 | Imaginary Friend                   | 11 november 2003  |
| 60 | Paintball                          | 18 november 2003  |
| 61 | The Empty Gesture                  | 25 november 2003  |
| 62 | Rules of Engagement                | 2 december 2003   |
| 63 | Secret Santa                       | 9 december 2003   |
| 64 | House for Sale                     | 6 januari 2004    |
| 65 | Dana Dates the Reverend            | 27 januari 2004   |
| 66 | The Best Man                       | 10 februari 2004  |
| 67 | Cheryl Sings                       | 17 februari 2004  |
| 68 | When You Wish to Be a Star: Part 1 | 24 februari 2004  |
| 69 | When You Wish to Be a Star: Part 2 | 2 mars 2004       |
| 70 | No Crime, But Punishment           | 9 mars 2004       |
| 71 | The Baby                           | 16 mars 2004      |
| 72 | Who's the Boss?                    | 30 mars 2004      |
| 73 | The Truck                          | 6 april 2004      |
| 74 | The Toilet                         | 27 april 2004     |
| 75 | Trashed                            | 4 maj 2004        |
| 76 | The Marriage Bank                  | 11 maj 2004       |
| 77 | Everyone Gets Dumped               | 18 maj 2004       |
| 78 | The Swimming Pool                  | 25 maj 2004       |
| 79 | A Vast Difference                  | 25 maj 2004       |

## Säsong 4: 2004-2005
| Nr  | Titel                            | Inspelningsdatum  |
| --- | -------------------------------- | ----------------- |
| 80  | A Hole in One                    | 21 september 2004 |
| 81  | The Effort                       | 28 september 2004 |
| 82  | The Grill                        | 12 oktober 2004   |
| 83  | The Garage Door                  | 19 oktober 2004   |
| 84  | Dress to Kill Me                 | 26 oktober 2004   |
| 85  | Father-Daughter Dance            | 9 november 2004   |
| 86  | Plot Twist                       | 16 november 2004  |
| 87  | The Hunters                      | 23 november 2004  |
| 88  | Poking the Bear                  | 30 november 2004  |
| 89  | Stalking Santa                   | 14 december 2004  |
| 90  | Sympathy from the Devlins        | 11 januari 2005   |
| 91  | The Nanny-Cam                    | 18 januari 2005   |
| 92  | The Jealous Husband              | 25 januari 2005   |
| 93  | A Crying Shame                   | 8 februari 2005   |
| 94  | Guess Who's Cooking Your Dinner? | 15 februari 2005  |
| 95  | The Wedding Dress                | 22 februari 2005  |
| 96  | The Mustache                     | 8 mars 2005       |
| 97  | Shall We Dance?                  | 8 mars 2005       |
| 98  | Take My Wife, Please             | 15 mars 2005      |
| 99  | Spelling Bee                     | 22 mars 2005      |
| 100 | Kentucky Fried Beltzman          | 29 mars 2005      |
| 101 | The Clock                        | 12 april 2005     |
| 102 | The Competition                  | 19 april 2005     |
| 103 | The Bachelorette Party           | 3 maj 2005        |
| 104 | Geronimo Jim                     | 10 maj 2005       |
| 105 | The Scrapbook                    | 10 maj 2005       |
| 106 | Wedding Bell Blues               | 17 maj 2005       |

## Säsong 5: 2005-2006
| Nr  | Titel                        | Inspelningsdatum  |
| --- | ---------------------------- | ----------------- |
| 107 | Foul Ball                    | 20 september 2005 |
| 108 | The Tale of the Tape: Part 1 | 27 september 2005 |
| 109 | The Tale of the Tape: Part 2 | 27 september 2005 |
| 110 | Charity Begins at Hef's      | 4 oktober 2005    |
| 111 | The Race                     | 11 oktober 2005   |
| 112 | Anec-Don't's                 | 18 oktober 2005   |
| 113 | The Chick Whisperer          | 1 november 2005   |
| 114 | James & the Annoying Peach   | 8 november 2005   |
| 115 | The Dream                    | 15 november 2005  |
| 116 | Lean on Me                   | 29 november 2005  |
| 117 | The Gift of Maggie           | 13 december 2005  |
| 118 | Sex Ed Fred                  | 10 januari 2006   |
| 119 | Renewing Vows                | 24 januari 2006   |
| 120 | The Stick                    | 7 februari 2006   |
| 121 | Mr. Right                    | 7 februari 2006   |
| 122 | Get Your Freak On            | 21 februari 2006  |
| 123 | The Grumpy Guy               | 28 februari 2006  |
| 124 | Polite Jim                   | 7 mars 2006       |
| 125 | Daddy Dearest                | 7 mars 2006       |
| 126 | The Thin Green Line          | 14 mars 2006      |
| 127 | Jim's Best Friend            | 21 mars 2006      |
| 128 | Belaboring the Point         | 2 maj 2006        |

## Säsong 6: 2007
| Nr  | Titel                 | Inspelningsdatum |
| --- | --------------------- | ---------------- |
| 129 | The Punch             | 3 januari 2007   |
| 130 | The Flannelsexual     | 3 januari 2007   |
| 131 | Guinea Pygmalion      | 10 januari 2007  |
| 132 | Hoosier Daddy         | 10 januari 2007  |
| 133 | Good Grief            | 17 januari 2007  |
| 134 | All the Rage          | 17 januari 2007  |
| 135 | Cheryl Gone Wild      | 24 januari 2007  |
| 136 | Deliverance           | 31 januari 2007  |
| 137 | Dino-Mite             | 28 februari 2007 |
| 138 | Separate Ways         | 7 mars 2007      |
| 139 | In Case of Jimergency | 14 mars 2007     |
| 140 | Coach Jim             | 28 mars 2007     |
| 141 | The At-Bat            | 4 april 2007     |
| 142 | What Lies Beneath     | 18 april 2007    |
| 143 | The Grill II          | 25 april 2007    |
| 144 | Devlin in Disguise    | 2 maj 2007       |
| 145 | Any Man of Mine       | 9 maj 2007       |
| 146 | Jim's Birthday        | 16 maj 2007      |

## Säsong 7: 2008
| Nr  | Titel                           | Inspelningsdatum |
| --- | ------------------------------- | ---------------- |
| 147 | Jim Almighty                    | 1 januari 2008   |
| 148 | The Hot Wife                    | 1 januari 2008   |
| 149 | Safety Last                     | 8 januari 2008   |
| 150 | The Perfect Fight               | 15 januari 2008  |
| 151 | Cheryl Goes to Florida          | 22 januari 2008  |
| 152 | Ruby's First Date               | 29 januari 2008  |
| 153 | Period Peace                    | 12 februari 2008 |
| 154 | The Rendezvous                  | 19 februari 2008 |
| 155 | Goodwill Hunting                | 26 februari 2008 |
| 156 | All Dolled Up                   | 4 mars 2008      |
| 157 | Pregnancy Brain                 | 11 mars 2008     |
| 158 | The Gift Certificate            | 15 april 2008    |
| 159 | I Drink Your Milkshake          | 22 april 2008    |
| 160 | The Chaperone                   | 29 april 2008    |
| 161 | The Six-Week Curse              | 13 maj 2008      |
| 162 | The Cheater                     | 14 maj 2008      |
| 163 | No Bedrest for the Wicked       | 27 maj 2008      |
| 164 | The Devil Went Down to Oak Park | 27 maj 2008      |

## Säsong 8: 2008-2009
| Nr  | Titel                              | Inspelningsdatum |
| --- | ---------------------------------- | ---------------- |
| 165 | The Blankie                        | 2 december 2008  |
| 166 | The New Best Friend                | 2 december 2008  |
| 167 | Jamie McFame                       | 9 december 2008  |
| 168 | Andy's Proposal                    | 9 december 2008  |
| 169 | Two for the Money                  | 16 december 2008 |
| 170 | Cabin Boys                         | 30 december 2008 |
| 171 | The Ego Boost                      | 14 april 2009    |
| 172 | The Yoga Bear                      | 14 april 2009    |
| 173 | Kyle's Crush                       | 21 april 2009    |
| 174 | The Meaningful Gift                | 21 april 2009    |
| 175 | The Daddy Way                      | 28 april 2009    |
| 176 | Physical Therapy                   | 28 april 2009    |
| 177 | The Cooler One                     | 12 maj 2009      |
| 178 | Happy Jim                          | 12 maj 2009      |
| 179 | King of the Nerds                  | 26 maj 2009      |
| 180 | I Hate the High Road               | 26 maj 2009      |
| 181 | Diamonds Are a Ghoul's Best Friend | 2 juni 2009      |
| 182 | Heaven Opposed to Hell             | 2 juni 2009      |

### Fotnoter
1. ↑  ”According to Jim” (på engelska). TV.Com. Arkiverad från originalet den 20 augusti 2013. https://web.archive.org/web/20130820071318/http://www.tv.com/shows/according-to-jim/. Läst 26 januari 2017.